# Humphrey (chanteur)
 (juin 2020).
Pour les articles homonymes, voir Humphrey.
Humphrey est un artiste de R'n'B français, d'origine congolaise né au début des années 1980.

## Biographie
C'est en 2003 qu'il est découvert sur la bande originale du film TAXI 3, avec son single en duo avec Busta Flex « Qu’est ce tu fous cette nuit ». Mais auparavant, il avait déjà participé au single class Vegas et sur le deuxième album de K-reen, dimension. 
Auteur, compositeur, Il apparaît aussi sur plusieurs compilations et fait les chœurs des albums de willy denzey. Il compose ensuite des titres pour Amel Bent, Yannick Noah pour le titre  métisse  ainsi que Lynnsha, et Carine Haddadou. 
En 2005, il revient avec le collectif  La League, et sort le titre donne-moi ton numéro ainsi que sur le single caritatif  Collectif Protection Rapprochée", Protège-toi à but caritatif pour l'association de lutte contre le sida, produit par kore & skalp. 
Il apparait en cette même fin d'année sur le titre Personne, du quatrième album de Rohff, Au-delà de mes limites.
Le 22 mai 2006, Humphrey sort son premier album éponyme. Après le premier single Dingue, il sortira le titre À quoi Bon l'amour puis le remix du single Senorita. 
La même année, il enregistre le titre Je chante ma vie sur l'album Mon royaume de Willy Denzey, qui ne verra jamais le jour. 
En 2009, il enchaine les collaborations avec des artistes tels que James Izmad, Booba et Disiz avant de sortir son deuxième album intitulé « Mon 6TM » avec un single « Dans la minute » en duo avec Rohff. 
En 2010, il participera à l'album Si tu me vois de Sheryfa Luna en tant que choriste sur quatre de ses chansons puis l'année suivante, il collabore avec le groupe Sniper sur un morceau de l'album "À toute épreuve".
Il revient en 2013 avec un nouveau projet, « On my way » ou il revisite des grands classiques de la soul en commençant par « Innervisions » de Stevie Wonder, D Angelo et Marvin Gaye.
Il apparait en 2015, sur un morceau de l'album NGRTD de Youssoupha sur le titre : À cause de moi mais aussi sur l'album de Matt Houston (chanteur) Libra sur le titre porte mon gosse.

## Discographie

### Albums
- Humphrey (2006)
- Mon 6TM (2009)

### Singles
- Qu'Est-Ce Tu Fous Cette Nuit ? (Humphrey feat. Busta Flex) (2003)
- Donne-Moi Ton Numero (avec le groupe La League) (2005)
- Dingue (2006)
- A Quoi Bon L'Amour (2006)
- Senorita (Remix) (2006)
- Dans La Minute (feat. Rohff) (2009)
- Je Vibre (2009)
- Original (2009)